# Surrey-Panorama (circonscription britanno-colombienne)
Pour les articles homonymes, voir Surrey et Panorama (homonymie).
Circonscription électorale provinciale du Canada
Surrey-Panorama est une circonscription provinciale de la Colombie-Britannique représentée à l'Assemblée législative de la Colombie-Britannique depuis 2009.

## Géographie
En 2020, la circonscription représente une partie de la ville de Surrey.

## Liste des députés
| Législature     | Années          | Député          | Député                 | Parti           |
| Surrey-Panorama | Surrey-Panorama | Surrey-Panorama | Surrey-Panorama        | Surrey-Panorama |
| --------------- | --------------- | --------------- | ---------------------- | --------------- |
| 39e             | 2009–2013       |                 | Stephanie Cadieux (en) | Libéral         |
| 40e             | 2013–2017       |                 | Marvin Hunt (en)       | Libéral         |
| 41e             | 2017–2020       |                 | Jinny Sims             | Néo-démocrate   |
| 42e             | 2020–2024       |                 | Jinny Sims             | Néo-démocrate   |
| 43e             | 2024–en cours   |                 | Bryan Tepper (en)      | Conservateur    |

## Résultats électoraux

Frontière de la circonscription en 2015.